# Dar"ja Jurkevič
Dar"ja Aljaksandraŭna Jurkevič (in bielorusso Дар’я Аляксандраўна Юркевіч?; Minsk, 6 marzo 1988) è un'ex biatleta bielorussa.

## Biografia
Dar"ja Jurkevič, attiva dalla stagione 2007-2009, ha esordito in Coppa del Mondo il 20 gennaio 2010 ad Anterselva in individuale (62ª) e ai Campionati mondiali a Oslo 2016, dove si è classificata 61ª nell'individuale e 18ª nella staffetta; ha ottenuto l'unico podio in Coppa del Mondo il 30 novembre 2016 a Östersund in individuale (3ª) e ai successivi Mondiali di Hochfilzen 2017, sua ultima presenza iridata, si è piazzata 35ª nell'individuale. Ha preso per l'ultima volta il via in Coppa del Mondo il 17 febbraio 2019 a Soldier Hollow in staffetta mista (18ª) e si è ritirata in occasione dei successivi Europei di Minsk-Raubyči 2019 (20-24 febbraio); non ha preso parte a rassegne olimpiche.

## Palmarès

### Coppa del Mondo
- Miglior piazzamento in classifica generale: 51ª nel 2016
- 1 podio (individuale):
  - 1 terzo posto